# Olkówki
Olkówki – część wsi Miękinia w Polsce, położona w województwie małopolskim w powiecie krakowskim w gminie Krzeszowice.
W latach 1975–1998 Olkówki administracyjnie należały do województwa krakowskiego.
Olkówki położone są w południowo-wschodniej części wsi, przy granicy z Krzeszowicami, na południowo-wschodnim zboczu Miękińskiej Góry. Przez Olkówki przebiega droga powiatowa nr 2125K. Na wschód znajduje się Bartlowa Góra, a na południe góra Solca. Przez północną część Olkówek przepływa Miękinia w Dolinie Miękini.